# الفانو
الفانو (به ایتالیایی: Alfano) یک سکونتگاه مسکونی در ایتالیا است که در استان سالرنو واقع شده‌است.

## خصوصیات
الفانو ۴ کیلومترمربع مساحت و ۱٬۱۲۸ نفر جمعیت دارد و ۲۵۰ متر بالاتر از سطح دریا واقع شده‌است.

## خواهرخوانده
شهر زرمات خواهرخواندهٔ الفانو هست.